# Single Pair Ethernet
Single Pair Ethernet (SPE) ist die Übertragung von Ethernet über ein Paar Kupferadern und ermöglicht neben der Datenübertragung per Ethernet auch eine gleichzeitige Spannungsversorgung von Endgeräten.

## Geschichte
SPE als zweidrahtige Ethernetschnittstelle 100BASE-T1 mit 100 Mbit/s wurde für Automotive Anwendungen unter dem Namen BroadR-Reach entwickelt. Durch die Reduzierung auf nur ein verdrilltes Adernpaar mit einer Länge von maximal 15 m (ungeschirmt) oder 40 m (geschirmt) wurde ein geringeres Gewicht und Platzbedarf für die Kabel erzielt.

## Beschreibung
Single Pair Ethernet (SPE) ist als eine durchgängige IP-basierte Kommunikation vom Sensor oder Aktor bis zur Cloud mit einem einheitlichen Protokollstandard für Industrial Internet of Things (IIoT) konzipiert.
In intelligenten Endgeräten steht zunehmend weniger Platz für Steckverbinder zur Verfügung. Diese sollen sowohl mit Energie als auch mit Daten versorgt werden.
SPE reduziert die Systemkosten für die Komponenten und die Installation, das Gewicht und die Verkabelungskomplexität im Vergleich zu herkömmlicher mehrpaariger CAT5-Ethernet-Verkabelung. Es wird in der Industrie, Automation und Gebäudetechnik eingesetzt. Dabei kann es Feldbusse wie CAN-Bus und Profibus ersetzen. Der große Vorteil ist, dass dadurch keine Gateways zur Umsetzung auf andere Netzwerkprotokolle benötigt werden, wie bei einem Feldbus-System. Bestehende Zweidraht-Kabelinfrastrukturen sind weiterhin nutzbar.
Ethernet mit TCP/IP und TSN (Time-Sensitive Networking) ermöglichen eine echtzeitfähige Datenübertragung mit deutlich höheren Datenübertragungsraten, Verschlüsselung und Eigenschaften für Systeme mit Funktionaler Sicherheit. Ethernet APL für Anwendungen in der Fabrik- und Prozessautomatisierung ermöglicht den Einsatz in explosionsgeschützten Bereichen (Zonen 0, 1 und 2).

## OSI-Modell
Single Pair Ethernet ist Teil der physikalischen Schicht im ISO/OSI-Referenzmodell.
| OSI-Schicht (de) | OSI-Schicht (de) | OSI-Schicht (en) | Protokolle                                                                                  | Protokolle                                                                                  | Protokolle        | Protokolle |
| ---------------- | ---------------- | ---------------- | ------------------------------------------------------------------------------------------- | ------------------------------------------------------------------------------------------- | ----------------- | ---------- |
| 7                | Anwendung        | Application      | EtherNet/IP, HART-IP, OPC UA, Profinet, http, SafetyNET p, Sercos III, Modbus/TCP, EtherCAT | EtherNet/IP, HART-IP, OPC UA, Profinet, http, SafetyNET p, Sercos III, Modbus/TCP, EtherCAT |                   |            |
| 6                | Darstellung      | Presentation     | EtherNet/IP, HART-IP, OPC UA, Profinet, http, SafetyNET p, Sercos III, Modbus/TCP, EtherCAT | EtherNet/IP, HART-IP, OPC UA, Profinet, http, SafetyNET p, Sercos III, Modbus/TCP, EtherCAT |                   |            |
| 5                | Sitzung          | Session          | EtherNet/IP, HART-IP, OPC UA, Profinet, http, SafetyNET p, Sercos III, Modbus/TCP, EtherCAT | EtherNet/IP, HART-IP, OPC UA, Profinet, http, SafetyNET p, Sercos III, Modbus/TCP, EtherCAT |                   |            |
| 4                | Transport        | Transport        | UDP, TCP                                                                                    | UDP, TCP                                                                                    |                   |            |
| 3                | Netzwerk         | Network          | IP                                                                                          | IP                                                                                          |                   |            |
| 2                | Sicherung        | Data Link        | IEEE 802 Ethernet                                                                           | CSMA/CD, RTE, TSN                                                                           | CSMA/CD, RTE, TSN |            |
| 1                | Bitübertragung   | Physical         | IEEE 802 Ethernet                                                                           | Single Pair Ethernet                                                                        |                   |            |

## IEEE 802.3 SPE Standards
| IEEE 802.3 Standard | Name                              | Übertragungsrate  | Übertragung               | Reichweite                         | Topologie                       | Leitungscode | Modulation |
| ------------------- | --------------------------------- | ----------------- | ------------------------- | ---------------------------------- | ------------------------------- | ------------ | ---------- |
| 802.3bp-2016        | 1000BASE-T1                       | 1000 Mbit/s       | voll duplex               | Typ A 15 m Type B 40 m (geschirmt) | Punkt-zu-Punkt                  | 80B/81B      | PAM-3      |
| 802.3bw-2015        | 100BASE-T1                        | 100 Mbit/s        | voll duplex               | Typ A 15 m Type B 40 m (geschirmt) | Punkt-zu-Punkt                  | 3B2T, 4B3B   | PAM-3      |
| 802.3cg-2019        | 10BASE-T1S                        | 10 Mbit/s         | halb duplex (voll duplex) | 25 m 15 m                          | Multi-Drop Bus (Punkt-zu-Punkt) | 4B5B         | DME        |
| 802.3cg-2019        | 10BASE-T1L Ethernet-APL           | 10 Mbit/s SPE     | voll duplex               | 1000 m (geschirmt)                 | Punkt-zu-Punkt PoDL             | 4B3T         | PAM-3      |
| 802.3ch-2020        | 2.5GBASE-T1 5GBASE-T1 10GBASE-T1  | 2.5, 5, 10 Gbit/s | voll duplex               | 15 m (geschirmt)                   | Punkt-zu-Punkt PoDL             | 64B/65B      | PAM-4      |
| 802.3cy-2023        | 25GBASE-T1                        | 25 Gbit/s         | voll duplex               | <15 m (geschirmt)                  | Punkt-zu-Punkt                  | 64B/65B      | PAM-4      |
| 802.3da             | 10BASE-T1M geplant für Mitte 2026 | 10 Mbit/s         | halb duplex (voll duplex) | 50 m                               | Multi-Drop Bus (Punkt-zu-Punkt) | 4B5B         | DME        |
| 802.3dg             | 100BASE-T1L geplant für 2026      | 100 Mbit/s        | voll duplex               | 500 m                              | Punkt-zu-Punkt                  |              | PAM-3      |

| IEEE 802.3 Standard | Name                         | Beschreibung                                                         |
| ------------------- | ---------------------------- | -------------------------------------------------------------------- |
| 802.3bu-2016        | Power over Data Lines (PoDL) | SPE Energieversorgung von 0,5 bis 50 Watt in zehn Stufen einstellbar |

## Steckverbinder für SPE
Für die Anwendungsbereiche Automotive, Luftfahrt und Industrie werden der jeweiligen Anwendung angepasste Steckverbinder verwendet. In diesem Abschnitt werden zweidraht Ethernet-APL (Advanced Physical Layer) für Prozessautomation und Industrie Steckverbinder der Spezifikation IEC 63171 beschrieben.

### Ethernet-APL Verbinder
Der Ethernet-APL -Verbinder besteht aus einem rechteckigen Schraub-Feder-Klemmblock-Gehäuse mit drei gekennzeichneten Verbindungsanschlüssen:
| Pin | Symbol | Farbe | Signal       |
| --- | ------ | ----- | ------------ |
| 1   | „+“    | rot   | APL signal + |
| 2   | „-“    | grün  | APL signal - |
| 3   | S      | n/a   | Schirm       |

### Schutzarten
Je nach mechanischer Ausführung erfüllen die Steckverbinder die Schutzarten IP20 bis IP65/67 (oder besser).

### MICE Klassifizierungen
Die MICE Klassifizierung beschreibt den typischen Einsatzort anhand der Widerstandsfähigkeit des Steckverbinders gegen mechanische Beanspruchungen (M mechanical), Eindringen von Gegenständen (I ingress), die Widerstandsfähigkeit gegen klimatische und chemische Einflüsse (C chemical) und die Störfestigkeit gegen elektromagnetische Beeinflussung (E EMI).
- MICE1: Büroumgebung EN 50173-1
- MICE2: Industrie Fabrikhallen EN 50173-3
- MICE3: Industrie Produktionsmaschinen EN 50173-3

In Publikationen ist auch eine lange Schreibweise zu finden, beispielsweise M1/I1/C1/E1 für MICE1.

### IEC 63171 Spezifikationen
Es bildeten sich drei Allianzen für SPE Steckverbindersysteme, die der Normungsorganisation IEC Vorschläge zur Standardisierung gemacht haben: SPE System Alliance, SPE Industrial Partner Network und TIA Single Pair Ethernet Consortium (SPEC). Die generellen elektrischen Anforderungen an die Schnittstellen sind in der Grundnorm IEC 63171 zu finden. Die Ausführung der Steckgesichter, Abmessungen sowie mechanische Eigenschaften an die Steckverbinder sind in den untergeordneten Normenreihen -1 bis -7 beschrieben.
| IEC 63171 Standards | Beschreibung | Steckerformat     | typ. Schutzart | Allianz                                            |
| ------------------- | --- | ----------------- | -------------- | -------------------------------------------------- |
| IEC 63171-1:2020    | SPE-Stecker von CommScope basierend auf Format des LC-Steckverbinders für MICE1-Anwendungen. | Rechteck (LC)     | IP20           | TIA Single Pair Ethernet Consortium (SPEC)         |
| IEC 63171-2:2022    | SPE-Stecker von Reichle&De-Massari für den Einsatz in Büroumgebungen und MICE1-Anwendungen. | Rechteck          | IP20           | SPE System Alliance                                |
| IEC 63171-3         | SPE-Stecker von Siemon basierend auf einem Paar Tera-Stecker für MICE1-Anwendungen. |                   |                | kein aktiver Standard mehr                         |
| IEC 63171-4:2022    | SPE-Stecker von BKS für MICE1-Anwendungen. | Rechteck          | IP20           | -                                                  |
| IEC 63171-5:2023    | SPE-Stecker von Phoenix Contact entwickelt, basierend auf dem Standard IEC 63171-2 für MICE2- und MICE3-Anwendungen. | Rechteck, M8, M12 | IP67           | SPE System Alliance                                |
| IEC 63171-6:2021    | SPE-Stecker von Harting, Hirose und TE Connectivity entwickelt für MICE2- und MICE3-Anwendungen. | M8, M12           | IP20, IP67     | SPE Industrial Partner Network                     |
| IEC 63171-7:2023    | M12 Power-Hybrid SPE-Stecker für kombinierte Daten- und Energieversorgung von Phoenix Contact, Harting und TE Connectivity entwickelt für MICE2- und MICE3-Anwendungen. Leistungsklassen von 8A bis 16A und von 50V bis 600V, 7 unterschiedliche Kodierungen (Type I bis Type VII) | M12               | IP20, IP67     | SPE System Alliance SPE Industrial Partner Network |

Seit Oktober 2021 arbeiten die TIA Single Pair Ethernet Consortium mit dem SPE System Alliance zusammen.
Am 11. Juli 2025 haben die SPE Industrial Partner Network und die Single Pair Ethernet System Alliance offiziell ihre Zusammenarbeit angekündigt, um ihre gebündelte Fachkompetenz gezielt einzusetzen und die Verbreitung von Single Pair Ethernet (SPE) im Markt zu beschleunigen. Gemeinsam fördern sie die SPE-Steckverbindernorm IEC 63171-7 und arbeiten an der Erweiterung um einheitliche SPE-Steckgesichter, um ein starkes und nachhaltiges SPE-Ökosystem zu schaffen.

## Kabel für Industrial-SPE
Kabel für Industrial-SPE bestehen aus zwei Adern für die Signalübertragung mit einem gemeinsamen Schirm. Der typische Bereich für die Leiterquerschnitte ist von AWG 26 (~0,13 mm²) bis AWG 18 (~0,8 mm²). Große Querschnitte werden bei der Energieübertragung über die Datenleitungen (PODL power over data line) benötigt, insbesondere bei großen Kabellängen (10BaseT1L).
Adernisolationsfarben und Bezeichnung:
| Adernfarbe | PMA Signal |
| Blau       | BI_DA+     |
| Weiß       | BI_DA-     |